# Operación Orión
La Operación Orión fue uno de los diecisiete operativos militares de la guerra urbana de la Comuna 13 de Medellín llevado a cabo entre el 16 y el 17 de octubre de 2002. 
El operativo buscaba acabar con la presencia de grupos de Milicias Urbanas de las guerrillas de las Fuerzas Armadas Revolucionarias de Colombia - Ejército del Pueblo (FARC-EP), el Ejército de Liberación Nacional (ELN) y los Comandos Armados del Pueblo (CAP). Se realizó bajo la declaratoria de Estado de Excepción. Hubo 80 civiles heridos, 17 bajas cometidas por la Fuerza Pública, 71 personas asesinadas por los paramilitares, AUC, 12 personas torturadas, 92 desapariciones y 370 detenciones, según la Corporación Jurídica Libertad. También murió en combate el teniente de la Armada Mario Villegas. Esta operación ha sido cuestionada por las víctimas civiles que dejó un gran número de desaparecidos y ejecuciones extrajudiciales, muchas de ellas arrojadas al sitio de La Escombrera por miembros de los paramilitares y la guerrilla.

## Decisión
La decisión de intervenir en la Comuna inicia cuando el 13 de octubre, después de la muerte de dos estudiantes alcanzados por balas perdidas en los límites de la Comuna 13, el alcalde de Medellín Luis Pérez Gutiérrez, se comunica con el presidente de la República de ese entonces, Álvaro Uribe Vélez. Este envía al Comandante del Ejército Nacional, Carlos Alberto Ospina, ese mismo día, viniendo especialmente por vía aérea de la región de Ibagué. Por la tarde, acuerdan en la alcaldía los principios de intervención y se da carta blanca a la operación Orión. 
La aprobación general por parte de la ciudadanía de aquella época sobre la operación, se da en consonancia con el recién electo Álvaro Uribe, quien en el marco de su política de Seguridad Democrática, prepara una estrategia de ofensiva contra las guerrillas que habían tomado control territorial de algunos de los sectores históricamente marginados de las ciudades capitales. Para ese entonces, la situación de orden público en Colombia se caracterizaba por una nula presencia del estado en territorios donde las mafias controlaban los ámbitos de vida de la población, situación que originaba violaciones de los Derechos Humanos, sin respuesta alguna del Estado. Este fenómeno paulatino alcanzó su máximo para el inicio del segundo milenio, y se remonta a las malas políticas de seguridad que devenían de la década de los 90, las cuales permitieron la proliferación del narcotráfico y la re-consolidación de grupos terroristas, que pasaron de ser fuerzas agotadas a finales de los 80, a ser desde entonces financiados por esta actividad ilícita hasta la actualidad. La intención del operativo era reducir a las milicias que ejercían control territorial sobre la comuna 13 en Medellín y así asestar un importante golpe a su cadena de distribución de narcóticos; a la par, se buscaba eliminar un foco de inseguridad urbana que ya tenía influencia sobre todo el Área Metropolitana del Valle de Aburrá. A pesar de que el operativo se considera exitoso, en Medellín la milicia guerrillera de la Comuna 13 es la última que no ha sido eliminada, continuando con sus actividades delictivas para el día de hoy, entre las que se encuentra extorsión de negocios familiares, secuestro e intimidación de la población del barrio y tráfico de estupefacientes .

## Operaciones
El día 16, el Ejército, la Policía Nacional monta una base de operaciones en la calle 35 con carrera 92 del barrio Santa Mónica (Comuna 12), entrada estratégica hacía los barrios periféricos como Belencito-Corazón, Betania o Las Independencias, en la comuna 13; en esta base se adaptaron carpas de la Cruz Roja, un hospital móvil, y cerca de 60 socorristas.
Además, actuaron en conjunto con la Fiscalía General de la Nación y el Departamento Administrativo de Seguridad (DAS); hubo denuncias muy serias sobre la actuación de las fuerzas del Estado, en complot con grupos paramilitares de las Autodefensas Unidas de Colombia (AUC), al momento de adelantar los allanamientos de casas, y las detenciones de personas, las cuales eran señaladas por hombres encapuchados vestidos con uniformes de uso privativo de las Fuerzas Militares; todo transeúnte era un guerrillero potencial para la Policía, hasta que los Registros de Antecedentes Judiciales y una exhaustiva requisa demostrara lo contrario. Según la Personería de Medellín, se realizaron innumerables capturas arbitrarias y detenciones selectas de habitantes, que posteriormente desaparecieron. 
Hay además fuertes indicios, testimonios de paramilitares desmovilizados y pruebas fotográficas que muestran hombres encapuchados con vestimenta militar pero sin insignias ni señales propias de las Fuerzas Militares de Colombia dando órdenes a militares y señalando viviendas, lo cual mostraría que la operación Orión fue una operación conjunta de fuerzas del estado y grupos paramilitares.

### Consejo de Seguridad
El presidente de Colombia para la época, Álvaro Uribe viajó a Medellín con la entonces Ministra de Defensa, Marta Lucía Ramírez, para presidir el Consejo de Seguridad que decidió la implementación de las medidas de control.

## Resultados

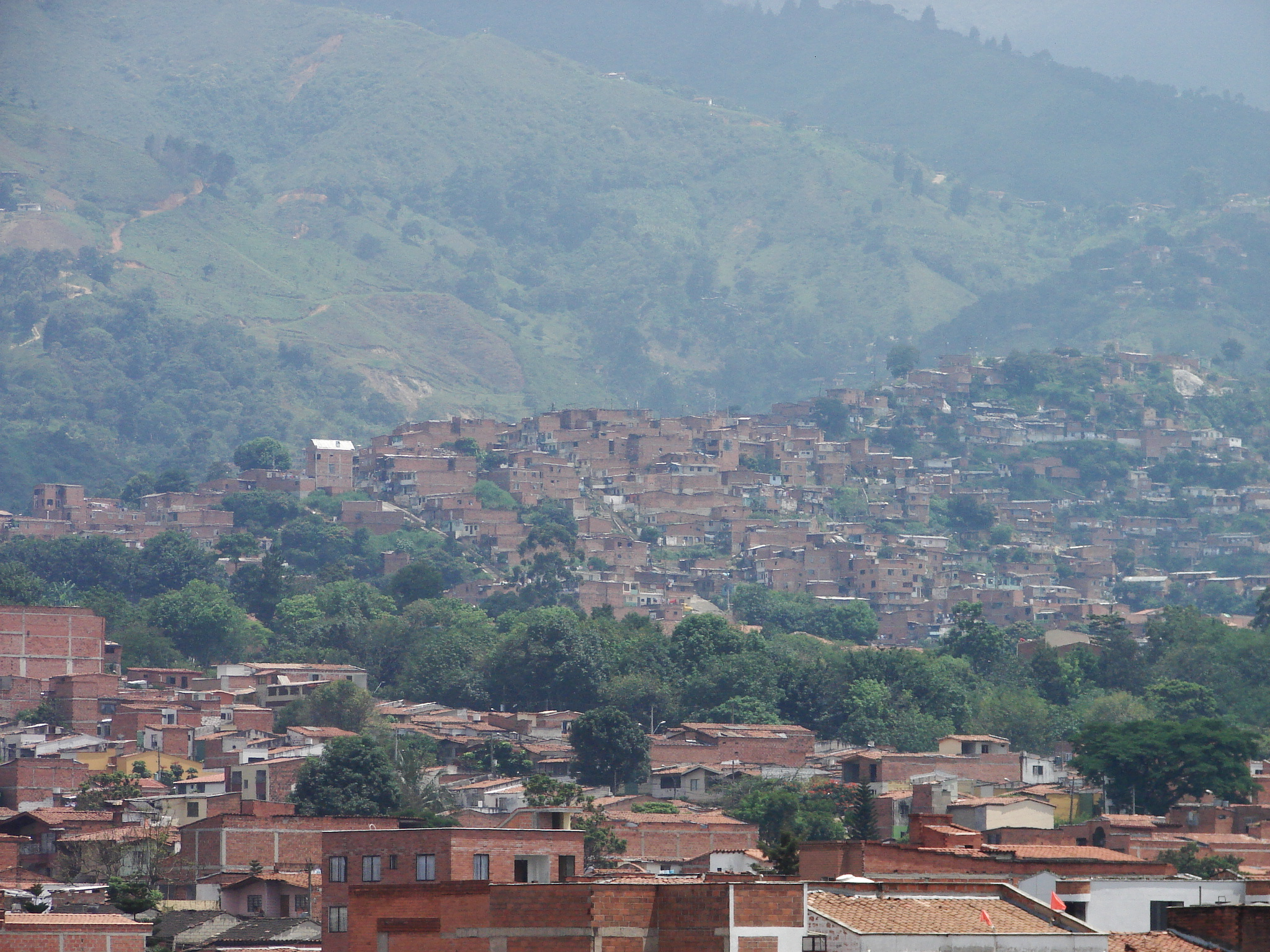
Aspecto de la comuna 13 San Javier de Medellín.

Cuatro militares, seis civiles y seis rebeldes, por lo menos, murieron en los combates, en los que, según reportes oficiales, se registraron más de 200 heridos. No obstante, otras fuentes incluyen alrededor de 70 desaparecidos a manos de los paramilitares, y ejecuciones extrajudiciales, realizadas por el Ejército y presentadas en los medios nacionales de comunicación como producto de las balas perdidas. 243 personas fueron arrestadas; de ellas, 29 fueron identificadas como 'cabecillas de milicias urbanas'. También, se decomisaron 20 fusiles, una subametralladora, 2 carabinas con mira telescópica, 2 escopetas, 4 lanzagranadas de 40 milímetros, 50 kilos de explosivos, municiones y equipos de comunicación. 2 oficiales y 2 soldados murieron en las operaciones. Según Luis Pérez, alcalde de Medellín de esa época, durante la Operación Orión fueron liberados 72 secuestrados en esa zona de la ciudad.
Entre el armamento incautado, había armas de corto y de largo alcance, como fusiles AK-47, subametralladoras, y explosivos. Miembros del ejército lograron desactivar un bus cargado con explosivos por los guerrilleros.

## Reacciones
Los gobiernos de Andrés Pastrana, luego de Álvaro Uribe ordenó diecisiete operaciones militares, incluida Orión, durante los años 2001 y 2002, año en el que comenzó a operar la « política de seguridad democrática »; además, en este periodo se consolidó el dominio paramilitar. En este contexto, la desaparición forzada se incrementó, convirtiéndose en una estrategia para generar terror en la población civil con total impunidad.
En mayo de 2003, la revista Noche y niebla del Centro de Investigación y Educación Popular (CINEP) publicó el dosier "Comuna 13, la otra versión", donde documentó violaciones de los derechos humanos cometidas por la policía y los paramilitares entre 1998 y 2002 en Medellín: 67 se referían a la Comuna 13. Fue tratado con desprecio por las autoridades públicas: el ministro del Interior, Fernando Londoño Hoyos, sólo quiso verlo como una "mentira monumental".
El Bloque Cacique Nutibara, perteneciente a las Autodefensas Unidas de Colombia (AUC), realizó operaciones con la Fuerza Pública para luchar contra las milicias de las guerrillas en la comuna 13. De acuerdo con ellos, los paramilitares asentaron en el barrio La Palomera y la Arenera; desde allí, por medio de un teniente -hasta ahora no identificado- de la Estación de Policía de San Cristóbal, se coordinaban con las fuerzas estatales, principalmente, para no coincidir en el mismo espacio en el trascurso de las operaciones, y para identificar y ejecutar presuntos milicianos o guerrilleros capturados. 
En declaraciones a la Corte Federal del Distrito Sur de New York, el exjefe paramilitar Diego Murillo Bejarano, alias Don Berna, y comandante del bloque Cacique Nutibara confirmó que tal organización tomó parte en la Operación Orión durante la ocupación de la comuna 13 en alianza con la Cuarta Brigada del Ejército Nacional. Por tales declaraciones, el general Mario Montoya fue llamado a rendir versión libre ante la Corte Suprema de los Estados Unidos en diciembre de 2011.
La ONG Amnistía Internacional (AI) expresó su preocupación por la detención, sin orden judicial, de tres activistas sociales, líderes comunales en la comuna 13. Igualmente, expresó inquietud por otros defensores de Derechos Humanos en el área.

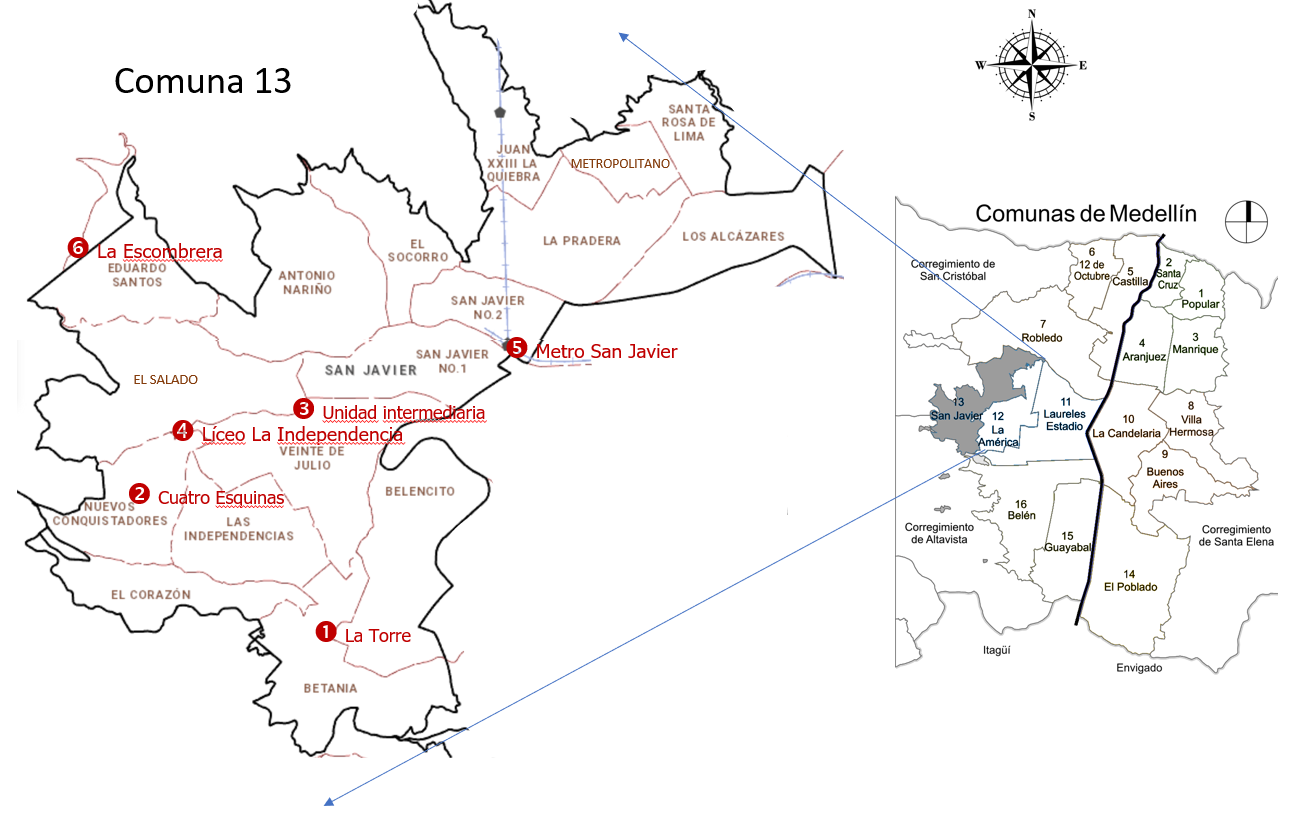
Los 19 barrios de la Comuna 13 y unos puntos claves de la guerra urbana.

## La Escombrera

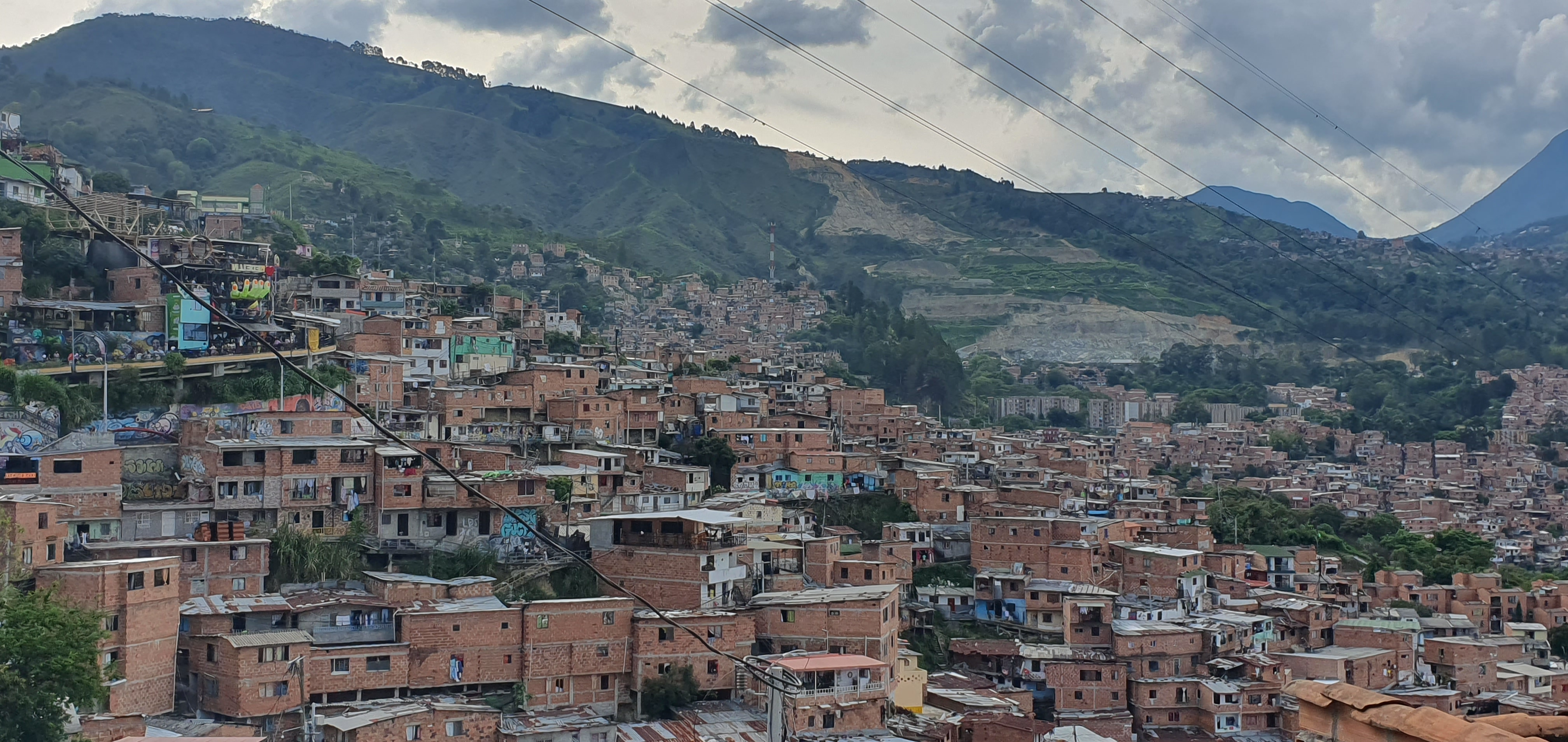
La Escombrera.

Se trata de un terreno de cerca de tres hectáreas de botaderos de materiales de construcción, utilizados por grupos armados al margen de la ley para ocultar los cuerpos de sus víctimas.
La Corporación Jurídica Libertad, que adelanta procesos judiciales de víctimas del conflicto, ha logrado identificar a cerca de 105 personas que estarían sepultadas en La Escombrera. El exjefe paramilitar Diego Fernando Murillo Bejarano, alias “Don Berna”, quien comandó el Bloque Cacique Nutibara, operando en Medellín, fue uno de los primeros en reconocer que hombres bajo su mando sepultaron personas allí. Estas declaraciones las dio en una de las audiencias de Justicia y Paz. Juan Carlos Villada Saldarriaga, más conocido como ‘Móvil 8’, y Jorge Enrique Aguilar Rodríguez, alias “Aguilar”, también reconocieron su responsabilidad e identificaron cuatro puntos donde podrían estar sepultadas cerca de 45 víctimas.
Desde entonces, los familiares de las víctimas han venido denunciando y exigiendo el cierre definitivo de La Escombrera, donde aún se siguen depositando desechos de construcción.
En agosto del 2015, luego de recibir recomendaciones de grupos forenses de Argentina, Guatemala y Perú, la Fiscalía inició  la exhumación en La Escombrera; específicamente, en La Arenera, punto señalado por ‘Móvil 8’. Después de cinco meses de trabajo, no hubo ningún hallazgo.
En febrero de 2020, Jurisdicción Especial para la Paz (JEP) ordena a la Alcaldía de Medellín, a la Fiscalía, al Movimiento de Víctimas de Crímenes de Estado (MOVICE), a Medicina Legal, a la Personería y a la Comisión Nacional de Búsqueda de Personas Desaparecidas, de remitir la información que tuviera sobre los cuerpos hallados de la Escombrera, con una lista de 417 víctimas de desaparición forzada de la Comuna 13 entre 1978 y 2016. En julio, la JEP, en ausencia de respuestas salvo de la Alcaldía de Medellín, reactiva su solicitud. La JEP solicita en el mismo tiempo de la Gobernación de Antioquia una propuesta de dignificación y memoria histórica de las víctimas de desaparición forzada en la comuna 13.
Los acuerdos de paz entre el Gobierno de Colombia y las FARC-EP, firmado en 2016 es explícito en el reconocimiento de las víctimas, y como parte de este, puso un gran énfasis en el proceso de reconstrucción de la memoria histórica, el derecho a la verdad, la justicia, la reparación. y la garantía de no repetición.
Se ha constituido una comisión para generar procesos artísticos y culturales que preserven la historia y la realidad actual de la Comuna 13 de Medellín. Se busca profundizar el mandato de la Comisión de la Verdad, en un ejercicio que integre la memoria, el turismo y la transformación social, además de utilizar el arte como herramienta de transformación, dar voz a las víctimas, honrarlas e incluir su historia. en la verdad del conflicto armado y las operaciones militares realizadas en la Comuna 13. Para muchos de los habitantes de la Comuna 13, el pasado sigue siendo doloroso y se muestra a través del arte, especialmente con el movimiento hip hop, y el grafiti como un bien cultural compartido con la comunidad internacional. Las verdades, los recuerdos ayudarán a reconocer no solo la violencia que atravesó la comunidad en el contexto del conflicto, sino también la resistencia, los afrontamientos y la dignidad de quienes habitan y aún están reconstruyendo la Comuna 13.